# Haplochromis melanopterus
Haplochromis melanopterus är en fiskart som beskrevs av Ethelwynn Trewavas 1928. Haplochromis melanopterus ingår i släktet Haplochromis och familjen Cichlidae. IUCN kategoriserar arten globalt som sårbar. Inga underarter finns listade i Catalogue of Life.